# Дюрвикниц
Дюрвикниц или Ве́теньца (нем. Dürrwicknitz; в.-луж. Wěteńca Wěteńcaо файле) — деревня в Верхней Лужице, Германия. Входит в состав коммуны Небельчицы района Баутцен в земле Саксония. Подчиняется административному округу Дрезден.

## География
Деревня находится в 7 километрах на юго-восток от Каменца в долине реки Явора. На северо-востоке находится деревня Смечкецы коммуны Ворклецы, на востоке — деревня Вудвор коммуны Ворклецы, на юге — деревня Панчицы, на юго-западе — деревня Милочицы и на северо-западе — деревня Сербске-Пазлицы.

## История
Впервые деревня упоминается в 1225 году как Витениц (Witeniz). В средние века через деревню проходила торговая дорога Via regia. С 1600 года деревня принадлежала монастырю Мариенштерн. В 1638 году была разграблена шведскими войсками во время Тридцатилетней войны.
До 1957 года существовала самостоятельная коммуна Дюрвикниц. Потом деревня вошла в состав коммуны Мильтиц и в 1974 году — в состав коммуны Небельшюц.
В настоящее время деревня входит в состав культурно-территориальной автономии «Лужицкая поселенческая область», на территории которой действуют законодательные акты земель Саксонии и Бранденбурга, содействующие сохранению лужицких языков и культуры лужичан.

## Население
Согласно статистическому сочинению «Dodawki k statisticy a etnografiji łužickich Serbow» Арношта Муки в Ветеньце в 1884 году проживало 74 человека (из них — 73 серболужичанина и 1 немец).
Лужицкий демограф Арношт Черник в своём сочинении «Die Entwicklung der sorbischen Bevölkerung» пишет, что лужицкое население деревни в 1956 году составляло 90,3 %.
В 2011 году в деревне проживало 54 человека.
Официальным языком в населённом пункте, помимо немецкого, является верхнелужицкий язык.

## Достопримечательности
- Придорожный столб с фигурой Иисуса Христа, датируемый 1789 годом[8].

## Известные жители и уроженцы
- Герат Либш (1935—2012) — детский поэт.